# Estadio Ezio Scida
El Estadio Ezio Scida es un estadio de fútbol situado en la ciudad de Crotone, en la provincia homónima, Italia. El estadio alberga al FC Crotone de la Liga italiana de fútbol, el nombre del recinto es en memoria a Ezio Scida, jugador símbolo del club en los años 1940, fallecido durante un viaje con el equipo.
Las obras de construcción del recinto comenzaron en 1935, y no fue hasta finalizada la Segunda Guerra cuando se inauguró en 1946. Con los años, el estadio ha cambiando a menudo su aspecto; hasta 1999 no poseía más de 5.000 personas de aforo, en su mayoría ubicadas en una tribuna y una curva. En 1999, se construyó la Curva Norte (980 escaños) y una nueva tribuna lateral para 2.500 asientos. Un año más tarde, con la promoción del equipo a la Serie B, se reconstruyó la curva del Sur, con lo que la capacidad aumentó a 9.400 espectadores. Finalmente en 2016 con el ascenso del club a la Serie A, el municipio aprobó nuevas reformas que ampliaron la capacidad del estadio a 16.500 asientos con estructuras desmontables y la modernización de las curvas con más de 6.000 asientos, así como la mejora de vestuarios, vías de accesos, cámaras de videovigilancia y estacionamientos.
El debut del renovado estadio fue el día 23 de octubre de 2016, cuando el club local enfrentó al Nápoles.